# Antonín Hnátek (politik)
Antonín Hnátek (16. listopadu 1862 Hrazené Rataje – ???) byl český a československý politik a meziválečný senátor Národního shromáždění ČSR za Československou sociálně demokratickou stranu dělnickou.

## Biografie
Profesí byl správcem školy v Olší u Tišnova.
Po parlamentních volbách v roce 1920 získal za Československou sociálně demokratickou stranu dělnickou senátorské křeslo v Národním shromáždění. Mandát nabyl ale až dodatečně roku 1922 jako náhradník poté, co rezignoval senátor Stanislav Marák.